# Kypello Ellados 1991-1992
La Coppa di Grecia 1991-1992 è stata la 50ª edizione del torneo. La competizione è terminata il 27 maggio 1992. Il Olympiacos ha vinto il trofeo per la diciannovesima volta, battendo in finale il PAOK.

## Fase a gruppi

### Gruppo 1
| Squadre    | Punti |
| ---------- | ----- |
| Nikī Volo  | 6     |
| Athīnaïkos | 6     |
| PAONE      | 4     |
| Kallithea  | 2     |
| Kalamata   | 2     |

### Gruppo 2
| Squadre               | Punti |
| --------------------- | ----- |
| Charafgiakos Iliopoli | 6     |
| Korinthos             | 6     |
| Proodeftikī           | 4     |
| Sparta                | 3     |
| Edessaïkos            | 1     |

### Gruppo 3
| Squadre              | Punti |
| -------------------- | ----- |
| Ionikos              | 7     |
| Ethnikos Pireo       | 5     |
| Panaitōlikos         | 4     |
| Anagennisi Kolindros | 2     |
| Rodos                | 2     |

### Gruppo 4
| Squadre             | Punti |
| ------------------- | ----- |
| Poseidon Michaniona | 6     |
| PAOK                | 5     |
| Olympiakos Volos    | 4     |
| Mesolongi           | 4     |
| Poseidon Heraklion  | 1     |

### Gruppo 5
| Squadre    | Punti |
| ---------- | ----- |
| Olympiacos | 6     |
| Paniōnios  | 5     |
| Īlisiakos  | 4     |
| Naoussa    | 3     |
| Preveza    | 2     |

### Gruppo 6
| Squadre           | Punti |
| ----------------- | ----- |
| AEK Atene         | 6     |
| Doxa Vyrona       | 5     |
| Rethymniakos      | 5     |
| Panachaïkī        | 4     |
| Enosis Aris-Nikea | 0     |

### Gruppo 7
| Squadre      | Punti |
| ------------ | ----- |
| Levadeiakos  | 6     |
| Pierikos     | 6     |
| PAS Giannina | 4     |
| Fostiras     | 2     |
| Thriamvos    | 2     |

### Gruppo 8
| Squadre                    | Punti |
| -------------------------- | ----- |
| Apollōn Smyrnīs            | 8     |
| Chaïdari                   | 5     |
| Kozani                     | 5     |
| Panelefsiniakos            | 2     |
| Panargiakos Argos Orestiko | 0     |

### Gruppo 9
| Squadre      | Punti |
| ------------ | ----- |
| Panargeiakos | 4     |
| Atromītos    | 3     |
| Larissa      | 3     |
| Diagoras     | 2     |

### Gruppo 10
| Squadre              | Punti |
| -------------------- | ----- |
| Panathīnaïkos        | 6     |
| Eordaikos            | 3     |
| Trikala              | 2     |
| Anagennīsī Giannitsa | 1     |

### Gruppo 11
| Squadre      | Punti |
| ------------ | ----- |
| Doxa Dramas  | 5     |
| Chalkidona   | 4     |
| Pontii Veria | 2     |
| Nigrita      | 1     |

### Gruppo 12
| Squadre     | Punti |
| ----------- | ----- |
| Īraklīs     | 5     |
| Kastoria    | 4     |
| Panīleiakos | 3     |
| Makedonikos | 0     |

### Gruppo 13
| Squadre            | Punti |
| ------------------ | ----- |
| Skoda Xanthi       | 6     |
| Anagennisi Arta    | 4     |
| Anagennisi Neapoli | 1     |
| Kyriakio           | 1     |

### Gruppo 14
| Squadre        | Punti |
| -------------- | ----- |
| Arīs Salonicco | 6     |
| Patrasso       | 4     |
| Pandramaïkos   | 2     |
| Pannafpliakos  | 0     |

### Gruppo 15
| Squadre             | Punti |
| ------------------- | ----- |
| Panserraïkos        | 4     |
| Apollōn Kalamarias  | 4     |
| Asteras Ambelokipon | 3     |
| Egaleo              | 1     |

### Gruppo 16
| Squadre         | Punti |
| --------------- | ----- |
| OFI Creta       | 6     |
| Kavala          | 4     |
| Apollon Larissa | 2     |
| GAS Veria       | 0     |

## Sedicesimi di finale
| Squadra 1             | Totale      | Squadra 2           | Andata       | Ritorno     |
| --------------------- | ----------- | ------------------- | ------------ | ----------- |
| Charafgiakos Iliopoli | 3 - 5       | Poseidon Michaniona | 2 – 1        | 1 - 4 (dts) |
| Patrasso              | 1 - 4       | PAOK                | 0 – 1        | 1 - 3       |
| Ionikos               | 1 - 4       | AEK Atene           | 0 – 2        | 1 - 2       |
| Apollōn Kalamarias    | 4 - 7       | Skoda Xanthi        | 3 – 3        | 1 - 4       |
| Apollōn Smyrnīs       | 3 - 2       | Pierikos            | 2 – 0        | 1 - 2 (dts) |
| Paniōnios             | 1 - 2       | Atromītos           | 0 – 2 a tav. | 1 - 0       |
| Doxa Vyrona           | 1 - 2       | Chaïdari            | 1 – 0        | 0 - 2       |
| Levadeiakos           | 2 - 0       | Panserraïkos        | 2 – 0        | 0 - 0       |
| Korinthos             | 7 - 1       | Eordaikos           | 5 – 0        | 2 - 1       |
| Chalkidona            | 3 - 8       | Panathīnaïkos       | 1 – 2        | 2 - 6       |
| Anagennisi Arta       | 1 - 7       | OFI Creta           | 1 – 1        | 0 - 6       |
| Kavala                | 2 - 3       | Panargeiakos        | 1 – 2        | 1 - 1       |
| Īraklīs               | 2 - 1       | Arīs Salonicco      | 2 – 0        | 0 - 1       |
| Kastoria              | 1 - 7       | Olympiacos          | 1 – 3        | 0 - 4       |
| Doxa Dramas           | 5 - 3       | Nikī Volo           | 2 – 1        | 3 - 2       |
| Ethnikos Pireo        | 1 - 1 (gfc) | Athīnaïkos          | 0 – 0        | 1 - 1       |

## Ottavi di finale
| Squadra 1       | Totale      | Squadra 2           | Andata | Ritorno |
| --------------- | ----------- | ------------------- | ------ | ------- |
| Levadeiakos     | 5 - 5 (gfc) | Poseidon Michaniona | 4 – 2  | 1 - 3   |
| Ethnikos Pireo  | 1 - 4       | Doxa Dramas         | 0 – 4  | 1 - 0   |
| Apollōn Smyrnīs | 3 - 4       | OFI Creta           | 0 – 1  | 3 - 3   |
| PAOK            | 4 - 1       | Korinthos           | 4 – 1  | 0 - 0   |
| Skoda Xanthi    | 4 - 5       | Olympiacos          | 2 – 1  | 2 - 4   |
| Chaïdari        | 0 - 1       | Atromītos           | 0 – 0  | 0 - 1   |
| Panargeiakos    | 2 - 3       | Panathīnaïkos       | 1 – 2  | 1 - 1   |
| Īraklīs         | 1 - 5       | AEK Atene           | 1 – 1  | 0 - 4   |

## Quarti di finale
| Squadra 1           | Totale      | Squadra 2     | Andata | Ritorno |
| ------------------- | ----------- | ------------- | ------ | ------- |
| Poseidon Michaniona | 1 - 2       | Atromītos     | 0 – 0  | 1 - 2   |
| Doxa Dramas         | 2 - 4       | PAOK          | 2 – 0  | 0 - 4   |
| Olympiacos          | 1 - 1 (gfc) | Panathīnaïkos | 0 – 0  | 1 - 1   |
| AEK Atene           | 2 - 1       | OFI Creta     | 0 – 0  | 2 - 1   |

## Semifinali
| Squadra 1 | Totale | Squadra 2  | Andata | Ritorno     |
| --------- | ------ | ---------- | ------ | ----------- |
| AEK Atene | 2 - 3  | PAOK       | 2 – 0  | 0 - 3 (dts) |
| Atromītos | 2 - 8  | Olympiacos | 1 – 4  | 1 - 4       |

## Finali

### Finale di andata
| Arbitro: | Kostas Dimitriadis (Il Pireo) |

|               |           |                  |
| Skartados 52’ | Marcatori | 64’ Tsalouchidīs |

### Finale di ritorno
| Arbitro: | Stavros Zakestidis (Salonicco) |

|                                 |           |  |
| Lytovčenko 21’ Tsalouchidīs 62’ | Marcatori |  |